# Oreneta negra
L'oreneta negra (Psalidoprocne pristoptera) és una espècie d'ocell de la família dels hirundínids (Hirundinidae). Es troba àmpliament distribuïda per l'Àfrica subsahariana, trobant-se des del sud-est de Nigèria, passant per Àfrica central, fins a Etiòpia i Somàlia, i d'aquí fins a Sud-àfrica al sud. Habita els boscos tropicals i subtropicals de frondoses humits, les sabanes, els matollars i herbassars tropicals i subtropicals i els cursos d'aigua. També frequenta ambients antropitzats. El seu estat de conservació es considera de risc mínim.